# Laszivität

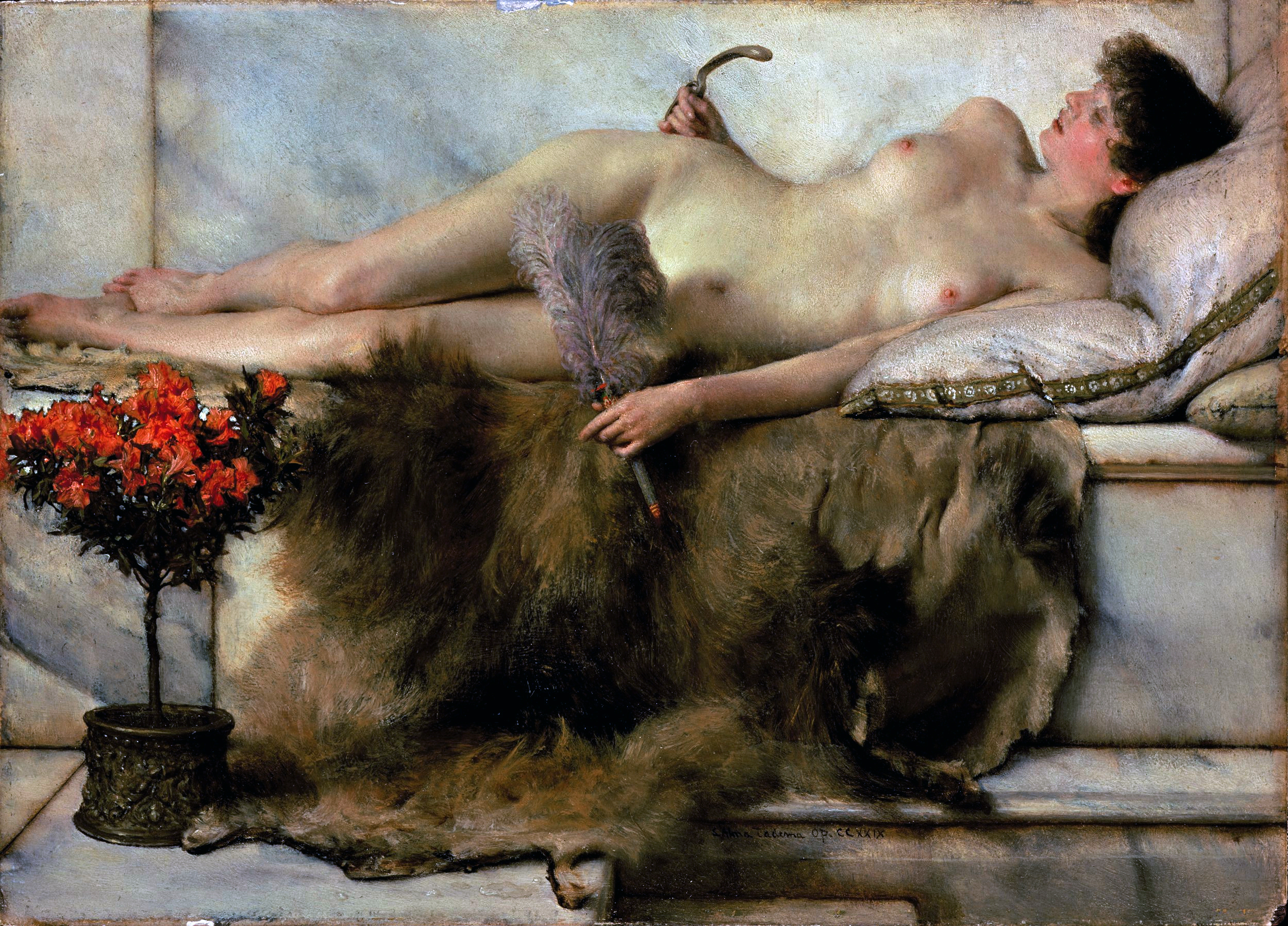
Im Tepidarium, Ölgemälde des niederländischen Malers Lawrence Alma-Tadema von 1881

Laszivität (spätlateinisch: lascivitas = Mutwille; Ausschweifung) ist eine bildungssprachlich verwendete Substantivierung des Adjektivs lasziv, das seinen Ursprung aus dem Französischen für ‘unzüchtig, unanständig, schlüpfrig’ hat. Es wurde im 19. Jahrhundert in die deutsche Sprache entlehnt. Im Französischen lautet es gleichbedeutend lascif, lascive und wurde im 15. Jahrhundert durch eine Relatinisierung aus lat. lascīvus, -a, -um ‘mutwillig, übermütig, zügellos, frech’ gebildet. Der Duden definiert die heutige bildungssprachliche Verwendung von lasziv in den Bedeutungen: „durch gekünstelte Schläfrigkeit Sinnlichkeit“ verbreiten, die bei „anderen sexuelle Begierde“ auslösen könne, sowie zweideutig für „anstößig, unanständig, schlüpfrig“.
Das Laszive war auch Gegenstand in der Kunstgeschichte und Kunstkritik. So schrieben etwa die Kunsthistoriker Wilhelm Lübke und Max Semrau in ihrem Werk Die Kunst in der Renaissance:

„Die Herrlichkeit des menschlichen Leibes, vor welchem die mönchisch beeinflusste Kunst des Mittelalters ihre Augen zumeist verschlossen hatte, enthüllte sich jetzt unter den Anregungen der Antike; sie wurde in den guten Zeiten der Renaissance ernst und streng, als ein Spiegel der Seele, aufgefaßt, und erst die spätere Epoche sah die Ausartung ins Üppige und Laszive.“

Synonym dazu ist die Frivolität (als Substantivierung des Adjektivs frivol mit der Bedeutung: leichtfertig, das sittliche Empfinden oder die geltenden Moralbegriffe verletzend, zweideutig, gewagt, schamlos, schlüpfrig).